# Саузбаш
Саузбаш (баш. Сауыҙбаш) — деревня в Краснокамском районе Республики Башкортостан Российской Федерации. Административный центр Саузбашевского сельсовета.

## География

### Географическое положение
Расстояние до:
- районного центра (Николо-Берёзовка): 50 км,
- ближайшей ж/д станции (Янаул): 91.4 км.

## История
Основана в конце XIX века жителями деревни Еней‑Иткино (Старо-Барановка) Бирского уезда Оренбургской губернии.

## Население
| 2002 | 2009 | 2010 |
| ---- | ---- | ---- |
| 451  | ↗499 | ↘454 |

Национальный состав
Согласно переписи 2002 года, преобладающая национальность — татары (99 %).

## Религия
В деревне есть мечеть Ильназ.